# Cynakalcet
Cynakalcet (łac. Cinacalcetum) – lek kalcymimetyczny, obniżający stężenie parathormonu we krwi.

## Mechanizm działania
Na powierzchni komórek przytarczyc znajdują się receptory wapniowe, które regulują wydzielanie parathormonu w zależności od stężenia wapnia we krwi. Cynakalcet podwyższa wrażliwość tych receptorów na wapń pozakomórkowy, obniżając tym samym produkcję i stężenie parathormonu. Pociąga to za sobą spadek stężenia wapnia w surowicy.
Działanie leku jest silnie skorelowane z osiąganym przez niego stężeniem. Po około 2–6 godzinach od momentu podania, gdy cynakalcet osiąga największe stężenie, następuje maksymalna supresja wydzielania PTH. Wraz ze spadkiem stężenia leku, poziom parathormonu wzrasta w ciągu 12 godzin od momentu podania cynakalcetu. Zahamowanie wydzielania PTH utrzymuje się na mniej więcej stałym poziomie do momentu podania kolejnej dawki leku. Stałe stężenie wapnia we krwi uzyskuje się po około 7 dniach zażywania cynakalcetu.

## Farmakokinetyka[6]
Lek wchłania się dość słabo z przewodu pokarmowego, osiągając maksymalne stężenie we krwi po około 2–6 godzinach od momentu podania. Pokarm znacznie zwiększa biodostępność cynakalcetu. Okres półtrwania jest dwufazowy. Pierwsza faza trwa około 6 godzin, druga – do 30–40 godzin. Lek wiąże się z białkami osocza w 97%.
Metabolizm zachodzi w wątrobie przy udziale CYP3A4 oraz CYP1A2 i opiera się o oksydację i późniejsze sprzęganie. Tak powstałe, nieaktywne farmakologicznie metabolity wydalane są w około 80% z moczem, a w 15% z kałem.

## Wskazania
Cynakalcet stosowany jest w leczeniu:
- wtórnej nadczynności przytarczyc, wywołanej schyłkową niewydolnością nerek, u pacjentów poddawanych wielokrotnym dializom[11][12],
- hiperkalcemii w przypadku raka przytarczyc oraz u chorych z pierwotną nadczynnością przytarczyc[13][14] u których paratyreoidektomia (chirurgiczne usunięcie przytarczyc) jest niewskazana lub niewłaściwa klinicznie[15][16].

W badaniu EVOLVE z udziałem 3883 dializowanych chorych z umiarkowaną lub znaczną nadczynnością przytarczyc cynakalcet nie zmniejszył jednak ryzyka zgonu i częstości powikłań sercowo-naczyniowych, dodatkowo znamiennie częściej niż w grupie placebo powodując hipokalcemię i zaburzenia żołądkowo-jelitowe.

## Przeciwwskazania
Nadwrażliwość na substancję czynną lub jakikolwiek inny składnik preparatu.

## Ostrzeżenia specjalne
1. Istnieje ryzyko wystąpienia drgawek podczas leczenia cynakalcetem. Jest to prawdopodobnie wywołane obniżeniem progu drgawkowego spowodowanym spadkiem stężenia wapnia we krwi.
2. W trakcie leczenia cynakalcetem, u pacjentów cierpiących na niewydolność serca wystąpić może zaostrzenie choroby lub spadek ciśnienia krwi[18].
3. Przed rozpoczęciem leczenia należy oznaczyć poziom wapnia we krwi. Nie należy podawać cynakalcetu osobom, u których stwierdzono hipokalcemię. W przypadku wystąpienia hipokalcemii w trakcie zażywania leku należy zastosować środki wiążące fosforany zawierające wapń, witaminy grupy D i/lub zmienić stężenie wapnia w płynie dializacyjnym.
4. Cynakalcet nie jest wskazany u pacjentów z przewlekłą niewydolnością nerek. Badania kliniczne dowiodły, że w tej grupie chorych istnieje zwiększone ryzyko wystąpienia hipokalcemii.
5. W trakcie leczenia cynakalcetem może się rozwinąć adynamiczna choroba kości, która ma związek z obniżonym poziomem parathormonu we krwi[12]. Należy więc monitorować stężenie PTH u chorych leczonych tym lekiem. Dawkę należy zmniejszyć w sytuacji, gdy stężenie PTH jest 1,5 raza mniejsze od górnej granicy normy.
6. Cynakalcet powoduje spadek stężenia wolnego testosteronu we krwi średnio o 31,3%. Nie jest znana kliniczna istotność tego działania.
7. Należy zachować ostrożność w przypadku chorych cierpiących na niewydolność wątroby, szczególnie podczas zwiększania dawki leku oraz kontynuacji leczenia.
8. Nie stwierdzono szkodliwego oddziaływania leku na płód w badaniach na szczurach. Przed podjęciem decyzji o podawaniu leku kobietom w ciąży należy rozważyć potencjalne korzyści dla matki i potencjalne zagrożenia dla płodu.
9. Badania na szczurach dowodzą, że cynakalcet przenika do mleka matki. Należy rozważyć przerwanie karmienia piersią przed rozpoczęciem leczenia cynakalcetem.

## Interakcje
Cynakalcet jest częściowo metabolizowany przez CYP3A4. Należy więc zachować ostrożność przy jednoczesnym podawaniu tego leku wraz z silnymi inhibitorami CYP3A4 (np. ketokonazol, itrakonazol, telitromycyna, worykonazol, rytonawir) lub jego induktorami (np. ryfampicyna). Cynakalcet in vitro jest częściowo metabolizowany przez CYP1A2. Należy więc dostosować dawkę u palaczy tytoniu (klirens wyższy o 36-38%) oraz u osób przyjmujących silne inhibitory CYP1A2 (np. fluwoksamina, cyprofloksacyna).
Cynakalcet jest silnym inhibitorem CYP2D6. Konieczne jest dostosowanie dawek leków o wąskim indeksie terapeutycznym i indywidualnym dawkowaniu, w metabolizmie których uczestniczy ten izoenzym (np. klomipramina, dezypramina, nortryptylina, propafenon, metoprolol podawany przy niewydolności serca, flekainid).

## Działania niepożądane
Najczęściej zgłaszanymi objawami ubocznymi, związanymi ze stosowaniem cynakalcetu, są nudności i wymioty. Występują one odpowiednio u 31% i 27% pacjentów. Mają one charakter lekki do umiarkowanego i w większości przypadków ustępują w trakcie leczenia. Często pojawiają się również:
- jadłowstręt
- zawroty głowy, parestezje
- wysypka
- bóle mięśniowe
- osłabienie
- hipokalcemia.

Znacznie rzadziej wystąpić mogą zaburzenia ze strony przewodu pokarmowego (niestrawność, biegunka), reakcje nadwrażliwości o charakterze immunologicznym oraz drgawki.

## Preparaty
- Mimpara (Amgen Europe B.V.) – tabletki powlekane 30/60/90 mg (w postaci chlorowodorku).